# Мустафа Камалак
Мустафа Камалак (на турски: Mustafa Kamalak) е турски политик и адвокат. В периода 2011 – 2016 г. е председател на Партията на щастието.

## Биография
Мустафа Камалак е роден на 1 август 1948 г. в село Йенишехир, вилает Кахраманмараш. Баща му се казва Мехмет а майка му Фатма. Тъй като в селото му нямало училище учи в друго село. Средното си образование продължава в град Кахраманмараш. Завършва в Юридическия факултет и във Факултета за политически науки на Анкарския университет.